# Sippie Tigchelaar
Sippie Tigchelaar (ur. 11 lipca 1952 we Franeker) – holenderska łyżwiarka szybka.

## Kariera
Największy sukces w karierze Sippie Tigchelaar osiągnęła w 1973 roku, kiedy zajęła piąte miejsce podczas wielobojowych mistrzostw świata w Strömsund. W poszczególnych zajmowała tam 24. miejsce na 500 m, drugie na 1500 m, szóste na 1000 m oraz pierwsze na dystansie 3000 m. Wygrała także bieg na 3000 m na wielobojowych mistrzostwach świata w Assen, jednak wyniki w pozostałych startach  pozwoliły jej zająć dopiero szóste miejsce w wieloboju. W 1972 roku wystartowała na igrzyskach olimpijskich w Sapporo, gdzie zajęła czwarte miejsce na dystansie 3000 m. Walkę o brązowy medal przegrała wtedy ze swoją rodaczką, Atje Keulen-Deelstrą. Trzykrotnie zdobywała medale mistrzostw Holandii, w tym złoty w wieloboju w 1975 roku.